# Concert per a oboè (Martinů)
El Concert per a oboè i petita orquestra, H. 353, de Bohuslav Martinů va ser compost el 1955 per a l'oboista txec nascut a Austràlia Jiří Tancibudek. Tancibudek havia estat realitzant recitals d'oboè a Austràlia després de la seva emigració i sovint li demanaven que toqués més música txeca. Malgrat que ell mai va arribar a conèixer a Martinů, tots dos havien tocat en l'Orquestra Filharmònica Txeca (encara que amb 30 anys de diferència). Quan Tancibudek va escriure al compositor en la dècada de 1950 demanant una peça, inicialment va ser rebutjat. Però Martinů li va contestar de nou el 1954, dient que escriuria l'obra i va demanar a Tancibudek que la donés a conèixer pel món.
Va ser patrocinat pel diari de Sídney Daily Telegraph en la celebració dels Jocs Olímpics de 1956 a Melbourne. Tancibudek va donar l'estrena mundial l'agost de 1956 a Sídney, amb l'Orquestra Simfònica de Sídney dirigida per Hans Schmidt-Isserstedt.
Tancibudek també va fer l'estrena europea a Londres (27 de febrer de 1958 a l'Estudi de la BBC a Maida Val), Hamburg (març de 1958), i Viena, i l'estrena nord-americana a Vancouver, Canadà. Anava a tocar en l'estrena britànica en els Proms però les limitacions de temps l'hi van impedir; en lloc d'això es va estrenar en els Proms el 24 d'agost de 1959, quatre dies després de la mort del compositor, per l'amiga de Tancibudek, Evelyn Rothwell, amb el seu espòs Sir John Barbirolli dirigint. L'estrena txeca va tenir lloc en 1960, amb František Hanták com a solista.
Els tres moviments estan marcats:
- Moderato
- Poco andante
- Poco allegro.[13]

La partitura revela la influència d'Ígor Stravinski, incloent-hi una cita d'un motiu de Petruixka en el segon moviment.
La partitura conté una part important per a un piano orquestral. Té una durada aproximada de setze minuts.

## Edicions de la partitura
Tancibudek va obtenir permís del compositor per conservar el manuscrit del concert. Després de comparar-ho amb l'obra publicada després de la mort de Martinů, es va adonar d'un considerable nombre de discrepàncies. En la dècada de 1980, ell i James Brody, de la Universitat d'Indiana, van publicar una llista de correccions amb alguns suggeriments interpretatius. Ell i Maurice Bourgue van treballar junts en la publicació de l'edició crítica. Maurice Bourgue i Guy Porat van publicar una edició revisada el 2008. Aquesta edició restaura la segona cadència de l'últim moviment (eliminada per suggeriment de Tancibudek), i corregeix alguns errors en la part del solista.